# Boisements humides du ruisseau de la Corbassière
Les boisements humides du ruisseau de la Corbassière sont une zone naturelle d'intérêt écologique, faunistique et floristique de type I, située sur les communes de La Bâtie-Divisin et de Pressins dans le département de l'Isère.
Le ruisseau de la Corbassière, long de 5 km, est un affluent de la Bièvre.

## Description du site
Le site est un boisement de feuillus ombragés et humides situé dans un vallon peu accessible.

## Flore
Le site comprend les espèces remarquables protégées suivantes:
- Dorine à feuilles opposées, Chrysosplenium oppositifolium L.
- Polystic à aiguillons Polystichum aculeatum (L.) Roth
- Isopyre faux pigamon Isopyrum thalictroides (L.) E. Nardi